# Erateina antipodaria
Erateina antipodaria là một loài bướm đêm trong họ Geometridae.